# 도시사회주의
도시사회주의(都市社會主義)는 18세기 말에 산업의 공유 특히 시유화를 주장하여 자본주의의 테두리 안에서 기업의 시영을 주장한 사상과 운동이다.
근대공업의 발전과 더불어 도시가 팽창하였는데 도시생활에 필요한 전기·수도·가스 등의 사업은 사적 기업이기 때문에 노동자나 하층민에 대한 충분한 서비스를 공급하지 않았다. 그러므로 특히 독일이나 영국에 있어서 사회개량주의나 점진주의의 입장에서 이들 사업의 시유 또는 시영의 주장 등이 나타났다. 1890년대 영국의 페이비언 협회는 그 전형이다.

## 같이 보기
- 허버트 모리슨